# Bertya recurvata
Bertya recurvata är en törelväxtart som beskrevs av David A. Halford och Rodney John Francis Henderson. Bertya recurvata ingår i släktet Bertya och familjen törelväxter. Inga underarter finns listade i Catalogue of Life.